# Bao Yingying
Bao Yingying (chinois traditionnel : 包盈盈), née le 6 novembre 1983 à Qidong, est une escrimeuse chinoise pratiquant le sabre. Elle est vice-championne olympique au sabre par équipes aux Jeux olympiques d'été de 2008 à Pékin.

## Palmarès
- Jeux olympiques
  -  Médaille d'argent par équipes aux Jeux olympiques de 2008 à Pékin
- Championnats du monde
  -  Médaille d'argent par équipes aux Championnats du monde 2003 à La Havane
  -  Médaille de bronze par équipes en Championnats du monde 2009 à Antalya
- Épreuves de coupe du monde
  -  Médaille d'or en individuel au Grand Prix de Tianjin sur la saison 2007-2008
  -  Médaille d'or en individuel au Sabre de Moscou sur la saison 2009-2010
- Championnats d'Asie
  -  Médaille d'or par équipes aux championnats d'Asie 2010 à Séoul
  -  Médaille d'argent en individuel aux championnats d'Asie 2001 à Bangkok
  -  Médaille d'argent en individuel aux championnats d'Asie 2005 à Kota Kinabalu
  -  Médaille d'argent en individuel aux championnats d'Asie 2007 à Nantong

## Classement en fin de saison
À partir de la saison 2002-2003.
| Année | 2003 | 2004 | 2005 | 2007 | 2008 | 2009 | 2010 |
| ----- | ---- | ---- | ---- | ---- | ---- | ---- | ---- |
| Rang  | 35   | 53   | 19   | 40   | 6    | 34   | 16   |